# Leptasterias pusilla
Leptasterias pusilla är en sjöstjärneart som beskrevs av Fisher 1930. Leptasterias pusilla ingår i släktet Leptasterias och familjen trollsjöstjärnor. Inga underarter finns listade i Catalogue of Life.